# Vigrid
Vigrid - це український блэк-метал проект створенний гітаристом Дмитром Крутиголовою (Zymobor) у 2014 році.

## Діскографія
- Three Years of Coldest Winter (Ragnarök) - 2014
- В небеса - 2015
- Род не спить - 2015